# Gratis openbaar vervoer
Gratis openbaar vervoer is openbaar vervoer dat gratis aan de reizigers wordt aangeboden. 'Gratis' betekent echter niet 'kosteloos'. De kosten die het openbaar vervoer met zich meebrengt worden in een systeem van gratis openbaar vervoer in beginsel gedragen door de overheid. Wie trein, tram of bus neemt hoeft als gebruiker niets te betalen, maar burgers betalen uiteindelijk voor dit systeem via de belastingen.
De meest genoemde voordelen van gratis openbaar vervoer zijn de positieve milieu-effecten, een vermindering van het aantal autoverplaatsingen en een toename van de mobiliteit voor mensen met een laag inkomen. Ook vervallen de diverse ingewikkelde procedures rond de OV-chipkaart en diverse vervoerders. Poortjes en zwartrijders zijn dan verleden tijd.

## Luxemburg
Op 29 februari 2020 werd Luxemburg het eerste land ter wereld waar alle openbaar vervoer (bus, tram en trein) gratis te gebruiken is.

## Vlaanderen
Vanaf 1 juli 1997 was in Hasselt de stadsbus gratis voor iedereen en de streekbus gratis voor Hasselaren binnen de stadsgrenzen. Burgemeester Steve Stevaert had de lage kostendekkingsgraad van 9% aanvankelijk afgekocht. Het aantal reizigers in de doorgaans bijna lege stadsbussen in Hasselt verachtvoudigde sindsdien. Op 1 januari 2014 kwam er na ruim 16 jaar om budgettaire redenen een einde aan de Hasseltse gratis stadsbussen.
Inmiddels heeft vervoerbedrijf De Lijn een aantal formules ontwikkeld zodat Vlaamse gemeenten op makkelijke wijze gratis of goedkoop (dat wil zeggen met goedkope abonnementen) openbaar vervoer voor hun burgers kunnen inkopen. Daardoor is in verschillende gemeenten het openbaar vervoer voor de inwoners gratis of erg goedkoop.
Volgens critici is de term gratis misleidend. Een betere term is, volgens hen, inkomensherverdeling, waardoor we de kosten van de gratis dienst herverdelen via andere heffingen. In Vlaanderen wordt gratis of goedkoop openbaar vervoer daarom ook 'derdebetalersysteem' genoemd. Daarmee wordt bedoeld dat derden (gemeenten, scholen of werkgevers) (een deel van) de vervoerkosten voor hun rekening nemen.

#### Ingelmunster
Heen- en terugreizen op het grondgebied van de gemeente Ingelmunster is gratis, ook voor inwoners buiten Ingelmunster.

### Ouderen
Zowel in Vlaanderen (De Lijn) als in Wallonië reizen ouderen gratis. Daartoe ontvangen mensen ouder dan 65 in Vlaanderen een "Omnipas 65+", in Wallonië dient de "carte 65+" aangevraagd worden. Beide kaarten gelden op alle bussen in België, en deze kaarten zorgen er voor dat treinritten goedkoper worden (€6,00 per retour).

## Nederland
Door het succes van de gratis bus in Hasselt bepleitten lokale politici in Nederland gratis bussen in hun steden. Onderzoek naar mogelijkheden van gratis openbaar vervoer is gedaan in onder andere Arnhem en Utrecht. In Eindhoven werd een projectwethouder aangesteld om een proef voor te bereiden met gratis openbaar vervoer.
Bij beperkte "gratis OV"-acties is een daling in de kaartverkoop nauwelijks merkbaar. De gemeente of provincie hoeft alleen een inkomstenderving aan de vervoerder te betalen. Op deze wijze was de stadsbus in Dordrecht de laatste zes weken van 2002 gratis om de parkeerdruk tijdens de eindejaarsperiode te verminderen. 
De provincie Noord-Brabant hield gedurende een weekend in september 2006 een proef met gratis openbaar vervoer in het kader van de Week van de Vooruitgang. Deze proef trok veel nieuwe reizigers.

### Voormalig

#### Leiden - Den Haag
De provincie Zuid-Holland bood sinds 5 januari 2004 gratis openbaar vervoer aan op de lijnen 95 (Den Haag Centraal - Katwijk - Noordwijk) en 88 (Den Haag Centraal - Oegstgeest). De gratis bussen moesten het drukke forenzenverkeer per auto op de A44 ontlasten. Automobilisten uit de regio Leiden konden op de gratis bus stappen bij transferium 't Schouw aan de A44. De provincie hoopte dat dagelijks 300 extra forenzen de bus zouden nemen. Dit zou neerkomen op 5% minder auto's op de A44. Het experiment kostte de provincie zo'n 1 miljoen euro. Het experiment kreeg na de testperiode geen vervolg omdat de invloed op het autogebruik niet meetbaar was. Daarnaast bleek dat veelal studenten die in Leiden studeerden maar nog geen OV-studentenkaart hadden gebruik te maken van deze buslijnen. De overige (betaalde) bussen tussen Leiden en Den Haag waren hierdoor minder vol dan gebruikelijk.

#### Lichtmis-Zwolle
Van 2004 tot 2006 zette Arriva gratis pendelbussen in tussen de carpoolplaatsen bij de Lichtmis (afslag 22 Nieuwleusen) en afslag 21 (Ommen) aan de Rijksweg 28 naar het station van Zwolle. Deze pendeldienst werd ingezet als alternatief tegen de files op de A28 ten gevolge van de aanleg van plusstroken op de A28 bij Zwolle. De bussen maakten gebruik van een parallelweg langs de autosnelweg.

#### Ameland
Op Ameland startte op 1 april 2006 een proef voor gratis openbaar vervoer voor 65-plussers die op dat eiland wonen. Op vertoon van een pasje konden deze senioren gratis gebruikmaken van de bus op het hele eiland. De gemeente kocht dit in bij de vervoerder, Arriva. De proef duurde een jaar en werd daarna beëindigd.

#### Tilburg
Tilburg is een van de Nederlandse steden waar sinds de jaren 1990 met goedkoop en gratis Openbaar Vervoer wordt geëxperimenteerd. Sinds 1993 kent de stad een zogenaamd TOPticket; een busretourtje van € 0,50 op koopavonden, zaterdagen en zondagen van en naar het stadscentrum. Maximaal 4 kinderen tot 12 jaar kunnen gratis meereizen met een volwassene die met het TOP-ticket reist. Reizigers kopen TOPtickets bij de chauffeur in de bus. De tijdelijke proef met het TOPticket (1993-1998) bleek succesvol; het aantal reizigers in de bus nam toe en het ticket werd permanent ingevoerd.
In oktober 2006 voerde Tilburg gratis Openbaar Vervoer in voor 55 plussers. Het aantal reizigers in die doelgroep nam daarna toe; van 7% naar 23%. Het ging om een proef die in de zomer van 2007 afliep. Doel van het gratis vervoer voor de 55 plussers was volgens de gemeente het bevorderen van de maatschappelijke participatie en de sociale contacten van ouderen. Daarnaast zijn luchtkwaliteit en bereikbaarheid gebruikte argumenten voor het project.
Tilburg beschouwt zich als evenementenstad. Ze overwoog daarom in 2007 of het wenselijk is gratis openbaar vervoer in te voeren tijdens evenementen. Een eerste proef hiermee was tijdens Carnaval 2007, toen de bus van vrijdagmiddag 16 februari 2007 uur tot aan het eind van de dienstregeling van de dinsdag erop gratis reed. De bus trok naar schatting van vervoerder Veolia 105.000 reizigers; ruim het dubbele van het aantal reizigers tijdens carnaval in eerdere jaren.

#### Nijmegen
Vanaf 1 juni 2007 t/m 31 december 2007 konden 65-plussers in de daluren gratis reizen met de stadslijnen 1 t/m 10 en met de lijnen 25, 31 en 32 naar Oosterhout of Lent. Met ingang van 1 januari 2009 werd het openbaar vervoer in de daluren (op werkdagen na 09.00 uur en in het weekend) in Nijmegen definitief gratis voor Nijmegenaren van 65 jaar en ouder. Nijmegen was daarmee de eerste stad in Nederland die het openbaar vervoer voor 65-plussers structureel gratis maakte. Vanaf 2011 moest er weer worden betaald. Het gaat om een beperkt bedrag van rond de 20 euro per jaar.

#### Helmond
De stad Helmond startte op 7 juli 2007 een project met gratis openbaar vervoer binnen de stad. Op vertoon van een identificatiebewijs is het vervoer per bus in de hele stad gratis voor kinderen onder 12 jaar en mensen vanaf 65 jaar. Op zaterdag is het vervoer voor iedereen gratis. Het project omvat alle stads- en streekbussen in de gemeente Helmond. Doorgaande reizigers op streeklijnen betalen pas buiten de stadsgrenzen. Het project had een looptijd van 1 jaar, maar is doorgegaan tot en met april 2010.

#### Hengelo
In Hengelo heeft de SP jarenlang geijverd voor 'Gratis met de bus voor 65+'. In april 2008 besloot het gemeentebestuur tot een experiment met gratis busvervoer voor 65-plussers. Het experiment duurde van 1 oktober 2008 tot 1 oktober 2009.

#### Lelystad
Van 1 januari 2008 t/m 1 januari 2015 konden inwoners van 65 jaar en ouder uit de gemeente Lelystad gratis met stadsbussen binnen Lelystad reizen. Deze inwoners konden hiervoor een speciaal abonnement voor op de OV-chipkaart aanvragen. Het gratis vervoer gold niet voor de streeklijnen die door Lelystad reden.
Op 15 oktober 2014 kondigde wethouder financiën Fackeldey van Lelystad de afschaffing aan in het kader van een bezuinigingsmaatregel.

### Huidig

#### Rotterdam/Capelle aan den IJssel
Inwoners van de gemeenten Rotterdam en Capelle aan den IJssel van 65 jaar en ouder kunnen een gratis abonnement op de RET krijgen (reisproducten Gratis OV voor 65+ in Rotterdam en Gratis OV voor 65+’ers in Capelle a/d IJssel). Uitgezonderd zijn metrolijn E tussen Berkel Westpolder en Den Haag Centraal v.v., de BOB-bus en de Fast Ferry.

#### Den Haag/Rijswijk/Leidschendam-Voorburg
Inwoners van de gemeenten Den Haag, Rijswijk en Leidschendam-Voorburg met een inkomen tot 130% van de bijstandsnorm en een laag vermogen (houders van een Ooievaarspas) kunnen vanaf de AOW-leeftijd een gratis abonnement op de HTM en HTMbuzz in de daluren krijgen.

#### Amsterdam
Inwoners van de gemeente Amsterdam met een laag inkomen en weinig vermogen kunnen vanaf de AOW-leeftijd een gratis abonnement krijgen, waarmee ze gratis kunnen reizen met alle lijnen van GVB en met de lijnen van Connexxion en EBS binnen de stadsgrenzen van Amsterdam.

#### Eindhoven
Vanaf 1 maart 2007 konden inwoners van 65 jaar en ouder alsmede kinderen tot 12 jaar uit Eindhoven gratis met Eindhovense stadsbussen reizen. Hiervoor werden pasjes aan alle gerechtigden in Eindhoven verstuurd. Deze pasjes waren niet geldig op de streeklijnen die door Eindhoven rijden. Het pasje was ook verkrijgbaar voor inwoners van de randgemeenten, zoals Veldhoven en Best.
Per 1 januari 2014 is bovenstaande vervallen. Daarvoor in de plaats kwam gratis openbaar vervoer voor inwoners van Eindhoven met een inkomen tot maximaal 120% van het sociaal minimum. Dit product "Eindhoven Vrij" dient op een persoonlijke OV chipkaart te worden geplaatst.

### Goedkoop openbaar vervoer
Een andere ontwikkeling in het Nederlandse stadsvervoer was het goedkoop openbaar vervoer. Met de komst van de OV-chipkaart zijn er nog ritkaartjes te koop, maar deze zijn vaak duurder ten opzichte van reizen op saldo met de OV-chipkaart.
Bij goedkoop openbaar vervoer werd een speciaal voordelig kaartje geïntroduceerd. Het grote voorbeeld voor veel steden hierbij was Apeldoorn dat in 2000 het piekkaartje (ƒ1.-) invoerde voor een enkele reis. Met de komst van de Euro in 2002 werd de prijs verhoogd naar 1 euro.
Verschillende vervoerbedrijven, waaronder Arriva, BBA, Qbuzz en Connexxion introduceerden goedkopere kaartjes in verschillende delen van hun vervoersgebieden. Deze kaarten konden bij de chauffeur gekocht worden na 9 uur, in het weekend en de vakanties de hele dag.
BBA lanceerde op 30 april 2005 in Noord-Brabant het Met-Elkaartje waarbij twee of meer personen na 9 uur en in het weekend voor €2,50 per persoon de hele dag met BBA bussen door Noord-Brabant konden reizen. Hermes nam dit kaartje op 10 juli 2005 over waarmee het kaartje in de hele provincie geldig was. Arriva heeft na binnenkomst in Noord-Brabant het Met-Elkaartje ook overgenomen. Veolia Transport nam het Met-Elkaartje over voor de provincie Limburg, al lag het tarief hier hoger. Het was ook mogelijk om het Met-Elkaartje te kopen dat geldig is in de treinen van Veolia Transport in de provincie. Deze kaarten zijn op 12 september 2007 vervangen door Veolia Dagkaarten, een voor Noord- en Midden-Limburg en een voor Zuid-Limburg. Tevens introduceerde Veolia het Stadsretour, een retourkaartje voor de Limburgse steden.
Na het Met-Elkaartje bood de provincie Noord-Brabant na 1 januari 2007 het Dalurendagkaartje aan voor de individuele reiziger. Hiermee kan een persoon voor €3,00 (€2,00 voor reductie gerechtigden) vanaf 9 uur en in het weekend door heel Noord-Brabant met de bus reizen, uitgezonderd van de bussen van Hermes en BBA in de regio Eindhoven. Op 1 maart nam het SRE het kaartje over voor haar concessies. Het kaartje is sindsdien in de hele provincie Noord-Brabant geldig.
Novio introduceerde in Nijmegen en omgeving het KAN-kaartje. Het voormalige Stadsvervoer Nederland had een soortgelijk kaartje in haar vervoersgebied, het EEM-kaartje.
Op 1 december 2005 lanceerde Hermes in Limburg het Limburgs Uitje, een dagkaart voor de provincie Limburg. Deze kostte €3 voor een alleen reiziger, €5 voor twee personen en €6 voor twee volwassenen met maximaal drie kinderen. Met de komst van Veolia Transport in Limburg is dit kaartje vervallen.
In 2020 introduceerde de NS de jongerendagkaart voor €7,50. Hiermee konden jongeren van 12 t/m 18 jaar een dag lang onbeperkt met treinen van de NS reizen buiten de spits. Per 1 juli 2025 wordt de jongerendagkaart, die inmiddels €8,50 kost, weer afgeschaft. Dit vanwege bezuinigingen bij NS.

## Verschil tussen België en Nederland
Het grote verschil tussen België en Nederland is de motivering voor gratis openbaar vervoer: In België baseert men zich in grote mate op sociale motieven, terwijl in Nederland vooral de congestieproblematiek in grote en middelgrote steden een rol speelt.

## Veerdiensten
Sommige veerponten, met name in Amsterdam, zijn gratis. Zij zijn in zulke gevallen te beschouwen als een onmisbaar onderdeel van het wegennet en behoren hiermee niet zonder meer tot het openbaar vervoer.